# Paa taihangnicus
Paa taihangnicus és una espècie de granota de la família Dicroglossidae. Solament es coneix de la muntanya Taihang, prop de la ciutat de Jiyuan, a la província de Henan (Xina). El seu rang altitudinal va dels 720 als 1230 m. No hi ha amenaces significatives per a la supervivència d'aquesta espècie.